# Echidna ogniwowa
Echidna ogniwowa (Echidna catenata) – gatunek morskiej ryby węgorzokształtnej z rodziny murenowatych (Muraenidae). Został opisany naukowo w 1795 roku z Surinamu, pod nazwą Gymnothorax catenatus. Jedna z najczęściej spotykanych muren na rafach koralowych i w przybrzeżnych wodach strefy międzyzwrotnikowej zachodniego Oceanu Atlantyckiego. W Zatoce Meksykańskiej i Morzu Karaibskim jest gatunkiem pospolitym. Nie ma komercyjnego znaczenia w rybołówstwie, choć lokalnie jest spożywana jako ryba konsumpcyjna. Spotykana w handlu dla potrzeb akwarystyki.
Preferowanym środowiskiem tej ryby są rafy koralowe, szczeliny skalne, trawy i glony porastające dno morskie. Jest często spotykana w płytkich wodach. Bardzo płochliwa. Prowadzi samotniczy tryb życia. Żeruje w nocy, za dnia zwykle ukrywa się.
Ma masywnie zbudowane ciało, krótki pysk o stromym profilu oraz zaokrągloną płetwę ogonową. Szczęki tego gatunku zamykają się całkowicie. Od pokrewnych muren odróżnia ją charakterystyczny deseń ubarwienia. Większość osobników ma ciemne ciało pokryte siatką jasnych, zwykle żółtych, przebarwień ułożonych w ciąg przypominający ogniwa łańcucha. U bardzo dużych okazów kolory mogą być odwrócone.
Echidna ogniwowa żywi się drobnymi rybami, krewetkami, mięczakami i krabami.
Przeciętna długość jej ciała wynosi około 40 cm, maksymalna 70 cm, ale spotykano osobniki dorastające do 100 cm, a nawet 165 cm długości całkowitej.
Według stanu ze stycznia 2013 roku gatunek ten nie figuruje w Czerwonej księdze gatunków zagrożonych IUCN.